# Radoslav Kirilov
Radoslav Kirilov (in bulgaro Радослав Кирилов?; Simitli, 29 giugno 1992) è un calciatore bulgaro, attaccante del Levski Sofia.

## Carriera

### Club
Debutta con il Chievo il 12 gennaio 2011, nella partita di Coppa Italia contro il Palermo, persa per 1-0, in cui subentra a Simone Bentivoglio.
Nella stagione successiva gioca le partite di Coppa Italia contro Sassuolo e Modena (vittorie per 2-0 e 3-0).
L'11 luglio 2012 viene ufficializzato dal ChievoVerona il suo trasferimento in prestito al Lumezzane,dove gioca la sua prima gara ufficiale in rossoblu nella partita del primo turno di Coppa Italia il 5 luglio 2012 contro la Sarnese, finita 3-0 per i bresciani.
Il 12 luglio 2013 viene ufficializzato il suo passaggio al Carpi, neo promosso in Serie B, in prestito con diritto di riscatto della metà del cartellino. Fa il suo esordio nella serie cadetta il 24 agosto 2013, quando scende in campo da titolare nella sfida persa per 1-0 sul campo della Ternana.
Il 17 luglio 2015 viene ufficializzato il suo passaggio al Südtirol, in Lega Pro, sempre in prestito dal Chievo.
Nell'estate del 2016 si trasferì per un anno al Beroe, tornando così a giocare in Bulgaria a tredici anni di distanza dall'arrivo in Italia.

### Nazionale
Il 10 novembre 2011 debutta con la Bulgaria Under-21, in una partita contro l'Austria. Il 13 novembre 2016 (a 5 anni dal debutto in Under-21) fece il proprio debutto con la Nazionale maggiore nella gara di qualificazione ai Mondiali 2018 vinta in casa per 1-0 dalla Bulgaria contro la Bielorussia,in cui lui subentrò al 66º minuto.

## Statistiche

### Presenze e reti nei club
Statistiche aggiornate al 26 giugno 2016.
| Stagione            | Squadra             | Campionato          | Campionato | Campionato | Coppe nazionali | Coppe nazionali | Coppe nazionali | Coppe continentali | Coppe continentali | Coppe continentali | Altre coppe | Altre coppe | Altre coppe | Totale | Totale |
| Stagione            | Squadra             | Comp                | Pres       | Reti       | Comp            | Pres            | Reti            | Comp               | Pres               | Reti               | Comp        | Pres        | Reti        | Pres   | Reti   |
| ------------------- | ------------------- | ------------------- | ---------- | ---------- | --------------- | --------------- | --------------- | ------------------ | ------------------ | ------------------ | ----------- | ----------- | ----------- | ------ | ------ |
| 2009-2010           | Rimini              | 1D                  | 7+1        | 0          | CI+CI-LP        | 0+2             | 0               | -                  | -                  | -                  | -           | -           | -           | 10     | 0      |
| 2010-2011           | Chievo              | A                   | 0          | 0          | CI              | 2               | 0               | -                  | -                  | -                  | -           | -           | -           | 2      | 0      |
| 2011-2012           | Chievo              | A                   | 0          | 0          | CI              | 2               | 0               | -                  | -                  | -                  | -           | -           | -           | 2      | 0      |
| 2012-2013           | Lumezzane           | 1D                  | 27         | 6          | CI+CI-LP        | 2+4             | 1+2             | -                  | -                  | -                  | -           | -           | -           | 33     | 9      |
| 2013-gen. 2014      | Carpi               | B                   | 8          | 0          | CI              | 0               | 0               | -                  | -                  | -                  | -           | -           | -           | 8      | 0      |
| gen.-giu. 2014      | Venezia             | 1D                  | 11         | 2          | CI+CI-LP        | -               | -               | -                  | -                  | -                  | -           | -           | -           | 11     | 2      |
| 2014-2015           | Cremonese           | LP                  | 23         | 4          | CI+CI-LP        | 3+1             | 3+0             | -                  | -                  | -                  | -           | -           | -           | 27     | 7      |
| 2015-2016           | Südtirol            | LP                  | 30         | 2          | CI+CI-LP        | 2+1             | 1+1             | -                  | -                  | -                  | -           | -           | -           | 33     | 4      |
| 2016-2017           | Beroe               | A-PFG               | 17         | 0          | CB              | 1               | 0               | UEL                | 2                  | 0                  | -           | -           | -           | 20     | 0      |
| 2017-2018           | Pirin Blagoevgrad   | A-PFG               | 34         | 3          | CB              | 1               | 0               | -                  | -                  | -                  | -           | -           | -           | 35     | 3      |
| 2018-gen. 2019      | Vis Pesaro          | C                   | 7          | 1          | CI-C            | 1               | 0               | -                  | -                  | -                  | -           | -           | -           | 8      | 1      |
| gen.-giu. 2019      | Slavia Sofia        | A-PFG               | 13         | 5          | CB              | -               | -               | -                  | -                  | -                  | -           | -           | -           | 13     | 5      |
| 2019-2020           | Slavia Sofia        | A-PFG               | 23         | 4          | CB              | 1               | 0               | -                  | -                  | -                  | -           | -           | -           | 24     | 4      |
| 2020-2021           | Slavia Sofia        | A-PFG               | 29         | 6          | CB              | 5               | 1               | -                  | -                  | -                  | -           | -           | -           | 34     | 7      |
| 2021-2022           | Slavia Sofia        | A-PFG               | 29         | 6          | CB              | 5               | 1               | -                  | -                  | -                  | -           | -           | -           | 34     | 7      |
| lug.-ago. 2022      | Slavia Sofia        | A-PFG               | 5          | 1          | -               | -               | -               | -                  | -                  | -                  | -           | -           | -           | 5      | 1      |
| Totale Slavia Sofia | Totale Slavia Sofia | Totale Slavia Sofia | 99         | 22         |                 | 11              | 2               |                    | -                  | -                  |             | -           | -           | 110    | 24     |
| 2022-2023           | CSKA 1948           | A-PFG               | 25         | 2          | CB              | 5               | 1               | -                  | -                  | -                  | -           | -           | -           | 30     | 3      |
| 2023-2024           | CSKA 1948           | A-PFG               | 7          | 0          | -               | -               | -               | UECL               | 2                  | 0                  | -           | -           | -           | 9      | 0      |
| Totale CSKA 1948    | Totale CSKA 1948    | Totale CSKA 1948    | 32         | 2          |                 | 5               | 1               |                    | 2                  | 0                  |             | -           | -           | 39     | 3      |
| Totale carriera     | Totale carriera     | Totale carriera     | 296        | 42         |                 | 38              | 11              |                    | 2                  | 0                  |             | -           | -           | 336    | 53     |

### Cronologia presenze e reti in nazionale
| Cronologia completa delle presenze e delle reti in nazionale ― Bulgaria | Cronologia completa delle presenze e delle reti in nazionale ― Bulgaria | Cronologia completa delle presenze e delle reti in nazionale ― Bulgaria | Cronologia completa delle presenze e delle reti in nazionale ― Bulgaria | Cronologia completa delle presenze e delle reti in nazionale ― Bulgaria | Cronologia completa delle presenze e delle reti in nazionale ― Bulgaria | Cronologia completa delle presenze e delle reti in nazionale ― Bulgaria | Cronologia completa delle presenze e delle reti in nazionale ― Bulgaria |
| Data                                                                    | Città                                                                   | In casa                                                                 | Risultato                                                               | Ospiti                                                                  | Competizione                                                            | Reti                                                                    | Note                                                                    |
| ----------------------------------------------------------------------- | ----------------------------------------------------------------------- | ----------------------------------------------------------------------- | ----------------------------------------------------------------------- | ----------------------------------------------------------------------- | ----------------------------------------------------------------------- | ----------------------------------------------------------------------- | ----------------------------------------------------------------------- |
| 13-11-2016                                                              | Sofia                                                                   | Bulgaria                                                                | 1 – 0                                                                   | Bielorussia                                                             | Qual. Mondiali 2018                                                     | -                                                                       | 66’ 72’                                                                 |
| 26-3-2018                                                               | Felcsút                                                                 | Bulgaria                                                                | 2 – 1                                                                   | Kazakistan                                                              | Amichevole                                                              | -                                                                       | 58’                                                                     |
| 2-9-2021                                                                | Firenze                                                                 | Italia                                                                  | 1 – 1                                                                   | Bulgaria                                                                | Qual. Mondiali 2022                                                     | -                                                                       | 75’                                                                     |
| 8-9-2021                                                                | Sofia                                                                   | Bulgaria                                                                | 4 – 1                                                                   | Georgia                                                                 | Amichevole                                                              | -                                                                       | 60’                                                                     |
| 11-11-2021                                                              | Odessa                                                                  | Ucraina                                                                 | 1 – 1                                                                   | Bulgaria                                                                | Amichevole                                                              | 1                                                                       |                                                                         |
| 15-11-2021                                                              | Lucerna                                                                 | Svizzera                                                                | 4 – 0                                                                   | Bulgaria                                                                | Qual. Mondiali 2022                                                     | -                                                                       | 70’                                                                     |
| 29-3-2022                                                               | Al Rayyan                                                               | Croazia                                                                 | 2 – 1                                                                   | Bulgaria                                                                | Amichevole                                                              | -                                                                       | 60’                                                                     |
| 23-9-2022                                                               | Razgrad                                                                 | Bulgaria                                                                | 5 – 1                                                                   | Gibilterra                                                              | UEFA Nations League 2022-2023 - 1º turno                                | 1                                                                       | 83’                                                                     |
| 26-9-2022                                                               | Skopje                                                                  | Macedonia del Nord                                                      | 0 – 1                                                                   | Bulgaria                                                                | UEFA Nations League 2022-2023 - 1º turno                                | -                                                                       | 88’ 89’                                                                 |
| 20-11-2022                                                              | Lussemburgo                                                             | Lussemburgo                                                             | 0 – 0                                                                   | Bulgaria                                                                | Amichevole                                                              | -                                                                       | 62’                                                                     |
| 24-3-2023                                                               | Sofia                                                                   | Bulgaria                                                                | 0 – 1                                                                   | Montenegro                                                              | Qual. Euro 2024                                                         | -                                                                       | 77’                                                                     |
| 27-3-2023                                                               | Budapest                                                                | Ungheria                                                                | 3 – 0                                                                   | Bulgaria                                                                | Qual. Euro 2024                                                         | -                                                                       | 57’                                                                     |
| 4-6-2024                                                                | Bucarest                                                                | Romania                                                                 | 0 – 0                                                                   | Bulgaria                                                                | Amichevole                                                              | -                                                                       | 71’                                                                     |
| 8-6-2024                                                                | Lubiana                                                                 | Slovenia                                                                | 1 – 1                                                                   | Bulgaria                                                                | Amichevole                                                              | -                                                                       | 78’                                                                     |
| 5-9-2024                                                                | Zalaegerszeg                                                            | Bielorussia                                                             | 0 – 0                                                                   | Bulgaria                                                                | UEFA Nations League 2024-2025 - 1º turno                                | -                                                                       | 77’                                                                     |
| 8-9-2024                                                                | Plovdiv                                                                 | Bulgaria                                                                | 1 – 0                                                                   | Irlanda del Nord                                                        | UEFA Nations League 2024-2025 - 1º turno                                | -                                                                       | 71’                                                                     |
| 12-10-2024                                                              | Plovdiv                                                                 | Bulgaria                                                                | 0 – 0                                                                   | Lussemburgo                                                             | UEFA Nations League 2024-2025 - 1º turno                                | -                                                                       | 63’                                                                     |
| 15-10-2024                                                              | Belfast                                                                 | Irlanda del Nord                                                        | 5 – 0                                                                   | Bulgaria                                                                | UEFA Nations League 2024-2025 - 1º turno                                | -                                                                       | 46’                                                                     |
| 15-11-2024                                                              | Lussemburgo                                                             | Lussemburgo                                                             | 0 – 1                                                                   | Bulgaria                                                                | UEFA Nations League 2024-2025 - 1º turno                                | -                                                                       | 78’                                                                     |
| 18-11-2024                                                              | Sofia                                                                   | Bulgaria                                                                | 1 – 1                                                                   | Bielorussia                                                             | UEFA Nations League 2024-2025 - 1º turno                                | -                                                                       | 76’                                                                     |
| 23-3-2025                                                               | Dublino                                                                 | Irlanda                                                                 | 2 – 1                                                                   | Bulgaria                                                                | UEFA Nations League 2024-2025 - Play-off                                | -                                                                       | 75’                                                                     |
| Totale                                                                  |                                                                         | Presenze                                                                | 21                                                                      |                                                                         | Reti                                                                    | 2                                                                       |                                                                         |